# Gabriella Mondardini
Gabriella Mondardini (Sarsina, 2 marzo 1941 – Susa, 17 agosto 2014) è stata un'antropologa italiana.
Fu professoressa ordinaria di Antropologia culturale nell'Università degli Studi di Sassari.

## Biografia
A Sassari diresse il laboratorio di Antropologia culturale e sociale, dove, oltre all'orientamento degli studenti, coordinò progetti di formazione post laurea ed équipe di ricerca specialistica, fornendo anche consulenze per mostre e musei.
Fra i suoi interessi teorici privilegiò un approccio antropologico critico, teso a identificare la relazione fra pratiche spaziali e dimensioni del potere. Condusse ricerche in società marinare di area mediterranea, dove esplorò i temi della territorialità, dei saperi tecnici, del patrimonio culturale e delle problematiche ambientali.
In ambito interuniversitario si interessò di antropologia urbana, della relazione uomo-natura e dei processi migratori, focalizzando i processi di mutamento e le relazioni interculturali. Altre esperienze di ricerca furono concentrate sul genere e sull'antropologia della salute (anche nell'ambito della cooperazione internazionale), con la pratica delle storie di vita, di racconti di malattia e di itinerari terapeutici.
Era membro dell'Associazione Nazionale Antropologi Italiani (ANUAC)

## Libri
- 2012 Compagne di viaggio, Le donne dei paesi di mare si raccontano, Sassari EDES.
- 2009 Radici e strade. Pratiche spaziali e dimensioni del potere, Roma, CISU.
- 2007 Il patrimonio navale tradizionale nel Compartimento marittimo di Porto Torres, Sassari, edizioni Unidata.
- 1999 Narrazioni sulla scena del parto, Sassari, EDES.
- 1997 Gente di mare in Sardegna. Antropologia dei saperi, dei luoghi e dei corpi, Prefazione di Giulio Angioni, Nuoro, ISRE.
- 1990 Il mare, le barche, i pescatori. Cultura e produzione alieutica in Sardegna. Sassari, Delfino Editore.
- 1988 Spazio e tempo nella cultura dei pescatori. Studi e ricerche in area mediterranea, Pisa, Pisana Editrice.
- 1981 Villaggi di pescatori in Sardegna, Sassari, Iniziative culturali.
- 1980 Norme e controllo sociale, Sassari, Iniziative culturali.

(a cura)
- 2010 Emozioni dal mondo del mare, Sassari, EDES.
- 2005 Drammi del corpo e narrazioni su di essi, Cagliari, CUEC.
- 2005 La produzione della località. Saperi, pratiche e politiche del territorio, Cagliari, CUEC.
- 2002 Antropologia della salute in Mozambico, Sassari, EDES.
- 2000 Miti della natura, mondi della cultura, Sassari, EDES.
- 1995 I figli di Glaukos. Temi e materiali di cultura marinara in Sardegna e nel Mediterraneo, Sassari, EDES.